# Jimmy Nicholl
James Michael Nicholl, detto Jimmy (Hamilton, 28 dicembre 1956), è un allenatore di calcio ed ex calciatore nordirlandese, di ruolo difensore.

## Palmarès

### Giocatore

#### Competizioni nazionali
- Second Division: 1

Manchester United: 1974-1975
- Coppa d'Inghilterra: 1

Manchester United: 1976-1977
- Community Shield: 1

Manchester United: 1977
- Campionato scozzese: 2

Rangers: 1986-1987, 1988-1989
- Coppa di Lega scozzese: 4

Rangers: 1983-1984, 1986-1987, 1987-1988, 1988-1989

### Allenatore

#### Competizioni nazionali
- Coppa di Lega scozzese: 1

Raith Rovers: 1994-1995
- Scottish Championship: 2

Raith Rovers: 1992-1993, 1994-1995